# 内贍寺
内贍寺（ネソムシ）は、李氏朝鮮において様々な宮殿に対する供上と二品以上にあたえる酒とおつまみ、倭人・女真人にあたえる食物と織布を担当した官衙。正三品衙門。

## 歴史
- 1403年(太宗3年)6月29日:徳泉庫を改め内贍寺とする。
- 1414年(太宗14年)1月18日:内贍寺の従三品職の令と正を尹、副令と副正を全て少尹とする。
- 1423年(世宗5年)2月9日:内贍寺の提調4人を1人とする。
- 1460年(世祖6年)5月22日:内贍寺に主簿を1人置く。
- 1460年(世祖12年)1月15日:内贍寺に奉事を1人置く。
- 1506年(燕山君12年)1月6日:内贍寺に副正以下主簿以上1名は全員武官との兼職とする。
- 1637年(仁祖15年)3月8日:内資寺を併合する。
- 1882年(高宗19年)12月29日:内贍寺を廃止する

## 構成
| 品階  | 官職 | 定員 | 備考 |
| ----- | ---- | ---- | ---- |
| 正3品 | 正   | 1名  |      |
| 従3品 | 副正 | 1名  |      |
| 従4品 | 僉正 | 1名  |      |
| 従5品 | 判官 | 1名  |      |
| 従6品 | 主簿 | 1名  |      |
| 従7品 | 直長 | 1名  |      |
| 正8品 | 奉事 | 1名  |      |
| なし  | 提調 | 1名  |      |